# Ulsan HD Football Club
Maillots
Actualités
Le Ulsan HD Football Club (anciennement Ulsan Hyundai Football Club) (en hangul: 울산 현대 프로축구단, et en hanja : 蔚山 現代 蹴球團), plus couramment abrégé en Ulsan HD, est un club sud-coréen de football fondé en 1983 et basé dans la ville de Ulsan.
Le club était précédemment connu sous le nom de Hyundai Horang-i de 1984 à 1995, puis Ulsan Hyundai Horang-i de 1996 à 2007 et Ulsan Hyundai Football Club  de 2008 à 2023.

## Historique
La franchise est créée en 1983, le club appartient à l'entreprise Hyundai et se nomme Hyundai Horang-i. En 1984, le club qui joue à Incheon accède à la première division coréenne. Au début des années 1990, la franchise déménage à Ulsan et le club est renommé, Ulsan Hyundai FC .
Le club remporte le titre de champion de Corée en 1996 et 2005, et sera neuf fois vice-champion.
Le 10 novembre 2012, Ulsan remporte pour la première fois la Ligue des champions de l'AFC.
Le 19 décembre 2020, Ulsan remporte pour la deuxième fois la Ligue des champions de l'AFC.

## Palmarès
| Compétitions nationales | Compétitions internationales                                                                                           |
| - Championnat de Corée du Sud (5) : - Champion : 1996, 2005, 2022, 2023, 2024. - Vice-champion : 1986, 1991, 1998, 2002, 2003, 2011, 2013, 2019, 2020. - Coupe de Corée du Sud (1) : - Vainqueur : 2017. - Finaliste : 1998. - Coupe de la Ligue sud-coréenne (5) : - Vainqueur : 1986, 1995, 1998, 2007 et 2011. - Finaliste : 1993, 2002 et 2005. - Supercoupe de Corée du Sud (1) : - Vainqueur : 2006. | - Ligue des champions de l'AFC (2) : - Vainqueur : 2012, 2020. - Coupe des champions de l'A3 (1) : - Vainqueur : 2006. |

## Personnalités du club

### Présidents
- Chung Mong-joon

### Entraîneurs
- Moon Jung-Sik (12 juillet 1983 - 22 avril 1986)
- Cho Chung-Yun (22 avril 1986 - 30 décembre 1987)
- Kim Ho (30 décembre 1987 - 19 novembre 1990)
- Cha Bum-Kun (23 novembre 1990 - 27 novembre 1994)
- Ko Jae-Wook (30 novembre 1994 - 12 juin 2000)
- Chung Jong-soo (12 juin 2000 - 21 août 2000)
- Kim Jung-Nam (22 août 2000 - 25 décembre 2008)
- Kim Ho-kon (26 décembre 2008 - 4 décembre 2013)
- Cho Min-kook (4 décembre 2013 - 30 novembre 2014)
- Yoon Jung-hwan (3 décembre 2014 - 13 novembre 2016)
- Kim Do-hoon (21 novembre 2016 - 20 décembre 2020)
- Hong Myung-bo (24 décembre 2020 - )

### Joueurs emblématiques
- Han Sang-woon
- Kang Min-soo
- Kim Chang-soo
- Kim Chi-gon
- Kim Hyun-seok
- Kim Shin-wook
- Kim Young-kwang
- Kim Young-sam
- Ko Chang-hyun
- Kwak Tae-hwi
- Lee Chun-soo
- Lee Yong
- Chikashi Masuda
- Rafinha
- Juan Estiven Vélez